# Zelena knjiga: Vodič za život
Zelena knjiga: Vodič za život (eng. Green Book) američka je biografska komedija-drama iz 2018. godine u režiji Petera Farrellyja. Film smješten u 1962. godinu, nadahnut je istinitom pričom o turneji po dubokom jugu afroameričkog klasičnog i jazz pijanista Don Shirleya i talijanskoameričkog izbacivača Franka "Tony Lip" Vallelongea koji je služio kao Shirleyin vozač i tjelohranitelj. Film su napisali Farrelly, Brian Hayes Currie i sin Vallelonge, Nick Vallelonga, na temelju intervjua s ocem i Shirley, kao i pisama koja je otac napisao majci. Film je dobio ime po Zelenoj knjizi crnačkih automobilista, vodiču za afroameričke putnike sredinom 20. stoljeća koji je napisao Victor Hugo Green.
Zelena knjiga imala je svjetsku premijeru na Međunarodnom filmskom festivalu u Torontu 11. rujna 2018., gdje je osvojila nagradu People's Choice Award. Potom je u kinematografskom izdanju objavljen u Sjedinjenim Državama 16. studenog 2018. u izdanju Universal Picturesa i zaradio je 328 milijuna dolara širom svijeta. Film je dobio uglavnom pozitivne kritike, s pohvalama za izvedbe Vigga Mortensena i Mahershale Ali, iako je također iznio neke kritike na svoj prikaz rase i Shirley.
Zelena knjiga dobila je brojna priznanja i nominacije, a na 91. dodjeli Oscara osvojila je Oscara za najbolji film, najbolji originalni scenarij i najboljeg sporednog glumca za Alija. Film je također osvojio nagradu Producers Guild of America za najbolji kazališni film, nagradu Zlatni globus za najbolji film - mjuzikl ili komediju, nagradu Nacionalnog odbora za najbolji film za 2018. godinu, a izabran je i za jednog od najboljih 10 filmova godine Američkog filmskog instituta. Ali je također osvojio nagrade Zlatni globus, Ceh glumaca i BAFTA za najboljeg sporednog glumca.

## Radnja
1962. u New Yorku izbacivač Tony Lip traži novo zaposlenje nakon što je noćni klub u kojem radi, Copacabana, zatvoren zbog obnove. Pozvan je na intervju s dr. Donom Shirleyem, crnim pijanistom koji treba vozača za svoju osmotjednu koncertnu turneju Srednjim zapadom i Dubokim Jugom. Don zapošljava Tonyja na osnovu njegovih referenci. Kreću s planovima povratka u New York na Badnjak. Donova izdavačka kuća daje Tonyju primjerak Zelene knjige, vodiča za afroameričke putnike kako bi pronašli motele, restorane i benzinske pumpe koji bi ih opsluživali.
Započinju turneju po Srednjem zapadu prije nego što su na kraju krenuli dalje prema jugu. Tony i Don u početku se sukobljavaju jer se Tony osjeća nelagodno kad se od njega traži da postupa s više profinjenosti, dok se Donu gade Tonijeve navike. Kako turneja odmiče, Tony je impresioniran Donovim talentom za klavirom, a sve je više zgrožen diskriminatornim tretmanom koji Don ima od svojih domaćina i šire javnosti kad nije na pozornici. Skupina bijelaca pretukla je Dona i prijetila mu životom u baru, a Tony ga spašava. Naređuje Donu da ne izlazi bez njega do kraja turneje.
Tijekom putovanja Don pomaže Tonyju da svojoj supruzi napiše pisma koja je duboko dirnu. Tony potiče Dona da stupi u kontakt s vlastitim otuđenim bratom, ali Don je neodlučan promatrajući da je izoliran svojim profesionalnim životom i postignućima. Na jugu je Don pronađen u gay susretu s bijelcem na bazenu, a Tony podmićuje policajce kako bi spriječili uhićenje glazbenika. Kasnije su njih dvoje uhićeni nakon što ih je policajac odvezao kasno u noć u zalazeći grad; Tony udara policajca nakon što ga vrijeđaju. Dok su u zatvoru, Don traži da nazove svog odvjetnika i koristi priliku da kontaktira državnog odvjetnika Roberta F. Kennedyja, koji vrši pritisak na guvernera da ih pusti.
U noći posljednjeg nastupa na turneji u Birminghamu u Alabami, Donu je odbijen ulaz u samo bijelu blagovaonicu country kluba gdje je angažiran da nastupi. Tony prijeti vlasniku, a Don odbija igrati jer ga odbijaju poslužiti u sobi sa svojom publikom. Tony i Don večeraju u pretežno crno blues klubu u kojem se Don pridružuje bendu na klaviru, nakon što su odsvirali Chopinovu Étude u a-molu. Tony i Don kreću natrag prema sjeveru kako bi pokušali doći kući do Badnje večeri. Tony poziva Dona na večeru s obitelji, ali on odbija i vraća se u vlastiti dom. Sjedeći sam u svom domu, Don se odluči vratiti u Tonijev dom, gdje ga toplo pozdravljaju.
Završne kartice s naslovima prikazuju fotografije likova iz stvarnog života i navode da je Don nastavio obilaziti, skladati i snimati pjesme, dok se Tony vratio svom radu u Copacabani. Također navodi da su Tony i Don ostali prijatelji sve dok nisu umrli, unutar mjeseci, 2013. godine.

## Vanjske poveznice
- Zelena knjiga: Vodič za život u internetskoj bazi filmova IMDb-a